# Aunay-sous-Auneau

Aunay-sous-Auneau este o comună în departamentul Eure-et-Loir, Franța. În 1 ianuarie 2022 avea o populație de 1.511 de locuitori.